# Šimon Podolský z Podolí
Šimon Podolský z Podolí (13. ledna 1561, Drahotuše – srpen 1617) byl český malíř, zeměměřič a autor map.
Od svých třinácti byl v domě zemského měřiče Matouše Ornyse (†1600), kterému pomáhal. Není známo, zda se zeměměřičství učil i jinde než u Ornyse, nicméně po jeho smrti pokračoval jako zemský měřič. V roce 1589 koupil dům na Starém Městě pražském. Ještě za Ornysova života zřejmě provedl řadu královských panství v Čechách, v roce 1611 vypracoval plány Starého a Nového Města pražského. Již jako zemský měřič žádal na zemském sněmu zavedení nových zemských měr, protože ty staré shořely v roce 1541 s deskami zemskými a od té doby se mnohdy měřilo chybně. V roce 1615 tento sněm požadavek projednal a pověřil Podolského, aby sesbíral to, co se o mírách dochovalo v ústním podání. Tento úkol dokončil v roce 1617 spiskem Knížka o mírách zemských a vysvětlení, od kterého času míry a měření zemské v království českém svůj začátek mají (poprvé vydána až 1683).
Kromě úřadu českého zemského měřiče zastával od roku 1599 i úřad císařského zeměměřiče.

## Dílo
V roce 1590 vytvořil mapu pro Petra Voka z Rožmberka. Z královských panství v Čechách vyměřil a zmapoval podle rozkazu z roku 1599 Křivoklát, Dobříš, Zbiroh, Králův Dvůr a Točník. Mapoval také Plzeň, podle rozkazu od roku 1611 také Staré a Nové Město pražské. Většina těchto map se nezachovala.
Důležitý (a dochovaný) je jeho spis o zemských mírách dokončený roku 1617, který měl být schválen zemským sněmem jako doplněk k zemskému zřízení. Kvůli vypuknutí stavovského povstání k tomu nedošlo a spis byl vydán až roku 1683 pod názvem Šimona Podolského z Podolí, J. M. cís. geometra, toho času měřiče zemského v král. Českém, o mírách zemských a vysvětlení, od kterého času míry a měření zemské v království českém svůj začátek mají. Spis je dělen na čtyři části, první nazvaný Od kterého času měr a měření zemského v království českém se užívá? se věnuje nejstarší historii zeměměřičství, která se má v Čechách začínat rokem 1022. Druhý díl se jmenuje Kterého času staré míry proměněny a ty jichž se nyní užívá nařízeny jsou, kde se Podolský zabývá problémem, kdy vešly v platnost míry užívané k roku 1541, na což navazuje třetí díl O měrách zemských, kterýchž se po shoření desk zemských v království tomto posavád užívalo a užívá, a jak jim od každého rozumíno býti má, kde je popsán stav po roce 1541, který by měl být platný i v době sepsání textu, za základní jednotku zde určuje pražský loket. Ve čtvrtém dílu O zlém a škodném užívání měr zemských poukazuje na nejednotnost měr v zemi.